# Българска земеделска банка
Българска земеделска банка (БЗБ) е третата държавна банка в България след Българска народна банка и Пощенска спестовна каса. Тя е основана през 1904 година със специален закон и функционира до 1934 година, когато е обединена с Българска централна кооперативна банка (БЦКБ) в Българска земеделска и кооперативна банка. Банката играе ключова роля в стопанския живот на страната, като в началото на века отпуска около 30%, а към края на съществуването си – до 42% от обема на всички кредити. Делът ѝ във влоговете също нараства през този период от около 30% до 45%.
През цялото си съществуване БЗБ е средство за скрито субсидиране, главно на земеделски производители и кооперации, като планираните ѝ загуби с известно закъснение се поемат от държавата. Често тя е използвана като източник на средства за непредвидени в бюджета разходи – от щети при градушки и наводнения до подпомагане на бежанци и ветерани от войните.
Централата на Българска земеделска банка е разположена на улица „Иван Вазов“ №3. Проектът за сградата е дело на архитекта Йордан Миланов. Към 2011 година тя е паметник на културата с национално значение, като в нея се намират централата на Български държавни железници и Държавна лаборатория „Българска роза“.

## Земеделски каси
Българска земеделска банка е създадена на основата на общополезните земеделски каси, първата от които е основана през 1864 година в Пирот. Впоследствие, по инициатива на Мидхат паша, е изградена мрежа от такива институции, чиято основна цел е борбата с лихварството. Първоначалният капитал на касите е набран чрез налагането на извънреден данък в натура върху селяните. Още при създаването си те не са чисто стопански учреждения и трябва да използват част от печалбата си за финансиране културни и благоустройствени дейности.
След Освобождението земеделските каси са подложени на значително регулиране от държавата. През 1880 година те получават правото да приемат влогове и да получават заеми от Българската народна банка (БНБ), а от 1894 година капиталът им се увеличава с 5 – 10%, отчислявани от поземления данък. Не е необичайно правителствата да злоупотребяват с ресурсите на касите. Така през 1903 – 1904 година, в противоречие с изричната забрана на Закона за Земеделските каси, правителството получава от тях заеми за 23,4 милиона лева.
И през този период основна цел на земеделските каси е да изместят от пазара частните лихвари. Те провеждат системна политика на изкупуване и разсрочване на дълга към частни лица, като за тази цел получават значително кредитиране от БНБ. През 1896 година имуществото и приходите на касите са ипотекирани срещу гарантиран от държавата външен заем от 30 милиона лева, който също е изразходван за изкупуване на дълг към частни кредитори, както и за изплащане на просрочени задължения на касите към БНБ.

## До края наПървата световна война
От 1 януари 1904 година Земеделските каси са обединени в една банка, която първоначално има за цел да кредитира преференциално земеделските производители. Макар тя да се ползва с известна автономия, нейното ръководство се назначава по предложение на министъра на търговията и земеделието. Създаването на банката представлява фактическа национализация на земеделските каси, макар че до 1921 година нейният капитал поне формално се смята за собственост на общините, в които са действали отделните каси.
Новата банка получава и легално основание на практиката да кредитира правителството. Сега БЗБ поддържа и специални фондове „за подпомагане на земеделието“, които стават източник на корупционни практики. Така голямата за това време сума от 1 милион лева изчезва от счетоводството на банката през 1905 година, когато специалните фондове са под управлението на министъра на земеделието Никола Генадиев, и се появява отново през 1909 година.
През 1910 година БЗБ става съсобственик на новосъздадената Българска централна кооперативна банка. По замисъл БЦКБ трябва да поеме кредитирането на множащите се кооперации, които поемат все по-голям дял от кредита на БЗБ за сметка на прякото кредитиране на земеделците. На практика това не се осъществява и двете банки се конкурират за кредитирането на земеделските кооперации до 1921 година, когато тези функции са изцяло прехвърлени на БЗБ.

## 1920-те и 1930-те години
През 1920 година правителството на Българския земеделски народен съюз включва БЗБ в консорциума, който получава монопол във външната търговия с храни. През следващите години банката отпуска все повече кредити на държавата и общините. В резултат на широкото ѝ използване за нестопански цели, в средата на 20-те години БЗБ е напълно декапитализирана и самото ѝ функциониране е застрашено. През 1928 година част от Стабилизационния заем е използвана за рекапитализирането на банката и тя става основен фактор в кредитния бум от 1928 – 1929 година. Често с държавна гаранция, БЗБ отпуска множество заеми на общини и нерентабилни предприятия, които след началото на Голямата депресия се оказват несъбираеми, а държавата не е в състояние да изпълни задълженията си по гаранциите. След Деветнадесетомайския преврат през октомври 1934 година БЗБ е слята с БЦКБ и са обединени в Българска земеделска и кооперативна банка..